# Gorham (Nuevo Hampshire)
Gorham es un pueblo ubicado en el condado de Coös en el estado estadounidense de Nuevo Hampshire. En el Censo de 2010 tenía una población de 2.848 habitantes y una densidad poblacional de 34,04 personas por km².

## Geografía
Gorham se encuentra ubicado en las coordenadas 44°23′37″N 71°11′59″O / 44.39361, -71.19972. Según la Oficina del Censo de los Estados Unidos, Gorham tiene una superficie total de 83.67 km², de la cual 82.42 km² corresponden a tierra firme y (1.5%) 1.25 km² es agua.

## Demografía
Según el censo de 2010, había 2.848 personas residiendo en Gorham. La densidad de población era de 34,04 hab./km². De los 2.848 habitantes, Gorham estaba compuesto por el 97.02% blancos, el 0.11% eran afroamericanos, el 0.21% eran amerindios, el 1.09% eran asiáticos, el 0% eran isleños del Pacífico, el 0.04% eran de otras razas y el 1.54% pertenecían a dos o más razas. Del total de la población el 0.88% eran hispanos o latinos de cualquier raza.